# Vivian Pickles
Vivian Pickles (nascida em 21 de outubro de 1931) é uma atriz inglesa.

## Biografia
Pickles começou sua carreira como estrela infantil após ser escolhida por Mary Field para uma série de filmes infantis de Saturday Morning, incluindo os papéis principais em Jean's Plan (1944) e a série The Adventures of Peter Joe (1945).
Aos 14 anos, ela interpretou Alice na produção de George More O'Ferrall para a BBC de Alice no País das Maravilhas, que foi transmitida ao vivo do Alexandra Palace, em Londres. Nesse período, ela atuou no Q Theatre in Vice Versa com Charles Hawtrey e fez sua estreia no teatro West End como Wee Willie Winkie em Land of the Xmas Stocking no Duke of York's Theatre, com Richard Goolden.
Depois de ser educada no Le Collège Feminin de Bouffément em Paris, ela começou sua carreira adulta atuando em repertório e progrediu para papéis de destaque em revistas do West End. Em 1952, ela apareceu com Roger Moore em I Capture the Castle no Aldwych Theatre. A produção rendeu a Roger Moore um contrato com a MGM. Quando Moore partiu para Hollywood, Bill Travers assumiu o papel de Moore.
Em 1959, ela trabalhou com seu futuro marido, Gordon Gostelow em Glimpse of the Sea de Willis Hall no Lyric Theatre, Hammersmith. Em fevereiro de 1961, ela apareceu com Henry Kendall na primeira apresentação de Pool's Paradise no Phoenix Theatre. O desempenho imperioso de Pickles na estreia mundial de Plays for England de John Osborne no Royal Court Theatre (em 19 de julho de 1962) recebeu elogios de Osborne em sua autobiografia, Looking Back. No ano seguinte, Pickles apareceu com Peter O'Toole em Londres em Baal, de Berthold Brecht, no Phoenix Theatre (em abril de 1963).
Contratada por Ken Russell para um papel coadjuvante em seu filme da BBC, Diary of a Nobody (1964), ela graduou-se para o papel principal no filme de Russell sobre Isadora Duncan, Isadora Duncan, the Biggest Dancer in the World (1966) - recebendo vários prêmios por sua atuação, incluindo Melhor Atriz no Festival Internacional de Monte Carlo. Em 1967, ela apareceu na adaptação de Giles Cooper para a BBC da trilogia Sword of Honor de Evelyn Waugh e também em Pride and Prejudice.

Sua aparição em Isadora Duncan, the Biggest Dancer in the World ajudou Pickles a ganhar o papel da Sra. Chasen em Ensina-Me a Viver (1971), de Hal Ashby, interpretando a cansada mãe de Harold. É o único filme americano que ela fez. No livreto que acompanha a trilha sonora do filme Ashby foi citado,
“Vivian Pickles é uma das melhores atrizes do mundo. Eu tinha visto o que ela fez para Ken Russell – 'Isadora'".
Outra atuação memorável na televisão britânica foi como Mary, Rainha da Escócia, em Elizabeth R (1971) com Glenda Jackson no papel principal. Na mesma época, ela também trabalhou com Jackson no filme de John Schlesinger, Sunday Bloody Sunday (1971), no qual interpretou a mãe boêmia que empregava Jackson como babá. Outros papéis no cinema incluem Play Dirty (1969, com Michael Caine), The Looking Glass War (1970), Hello-Goodbye (1970), Nicholas and Alexandra (1971), Candleshoe (1977) e dois filmes para Lindsay Anderson – O Lucky Man! (1973), em que interpretou a boa senhora que alimenta os oprimidos em Londres e o papel central da Matrona no Britannia Hospital (1982). Ela também interpretou Lady Montdore na dramatização original da Thames Television de dois livros de Nancy Mitford, Love in a Cold Climate (1980).
Seus filmes posteriores para a televisão incluem Miss Morrison's Ghosts (1981), com Wendy Hiller, The Insurance Man (1986), de Alan Bennett com Daniel Day-Lewis e Jim Broadbent. No palco, ela trabalhou em uma obra de Alan Bennett na produção de estreia de Kafka's Dick no Royal Court Theatre. Ela também trabalhou em produções para rádio.
De 1990 a 1992 ela apareceu como tia Sylvie em Birds of a Feather.
Em 1999, ela foi atriz convidada no episódio "Death's Shadow" de Midsomer Murders.
Em 2014, colaborou com o escritor Paul Sutton no livro Six English Filmmakers (978-0957246256), no qual fala sobre seu trabalho, principalmente para o filme de Isadora Duncan, de Ken Russell.